# Astronesthes neopogon
Astronesthes neopogon és una espècie de peix de la família dels estòmids i de l'ordre dels estomiformes.

## Morfologia
- Els mascles poden assolir 19,2 cm de longitud total.[3][4]

## Alimentació
Menja peixos i crustacis.

## Hàbitat
És un peix marí i d'aigües profundes.

## Distribució geogràfica
Es troba a l'Atlàntic oriental (des del Marroc fins a Mauritània) i a altres zones atlàntiques entre 35°N i 20°N.